# 科尔蒂廖内
科尔蒂廖内（義大利語：Cortiglione），是意大利阿斯蒂省的一个市镇。总面积8.43平方公里，人口611人，人口密度72.5人/平方公里（2009年）。ISTAT代码为005048。